# Міністерство регіонального розвитку та будівництва України
Міністерство регіонального розвитку та будівництва України — колишній центральний орган виконавчої влади України з питань ЖКГ. 9 грудня 2010 року міністерство реорганізоване в Міністерство регіонального розвитку, будівництва та житлово-комунального господарства України.

## Виноски
1. ↑  Указ Президента України від 9 грудня 2010 року № 1085/2010 «Про оптимізацію системи центральних органів виконавчої влади»